# Félix Brunet
Pour les articles homonymes, voir Brunet.
Félix Brunet (1913-1959) est un colonel de l'armée de l'air française. Il fut le principal artisan de l'utilisation d'hélicoptères armés pendant la guerre d'Algérie. Son idée sera par ailleurs reprise par la plupart des autres armées dans les conflits qui suivirent.

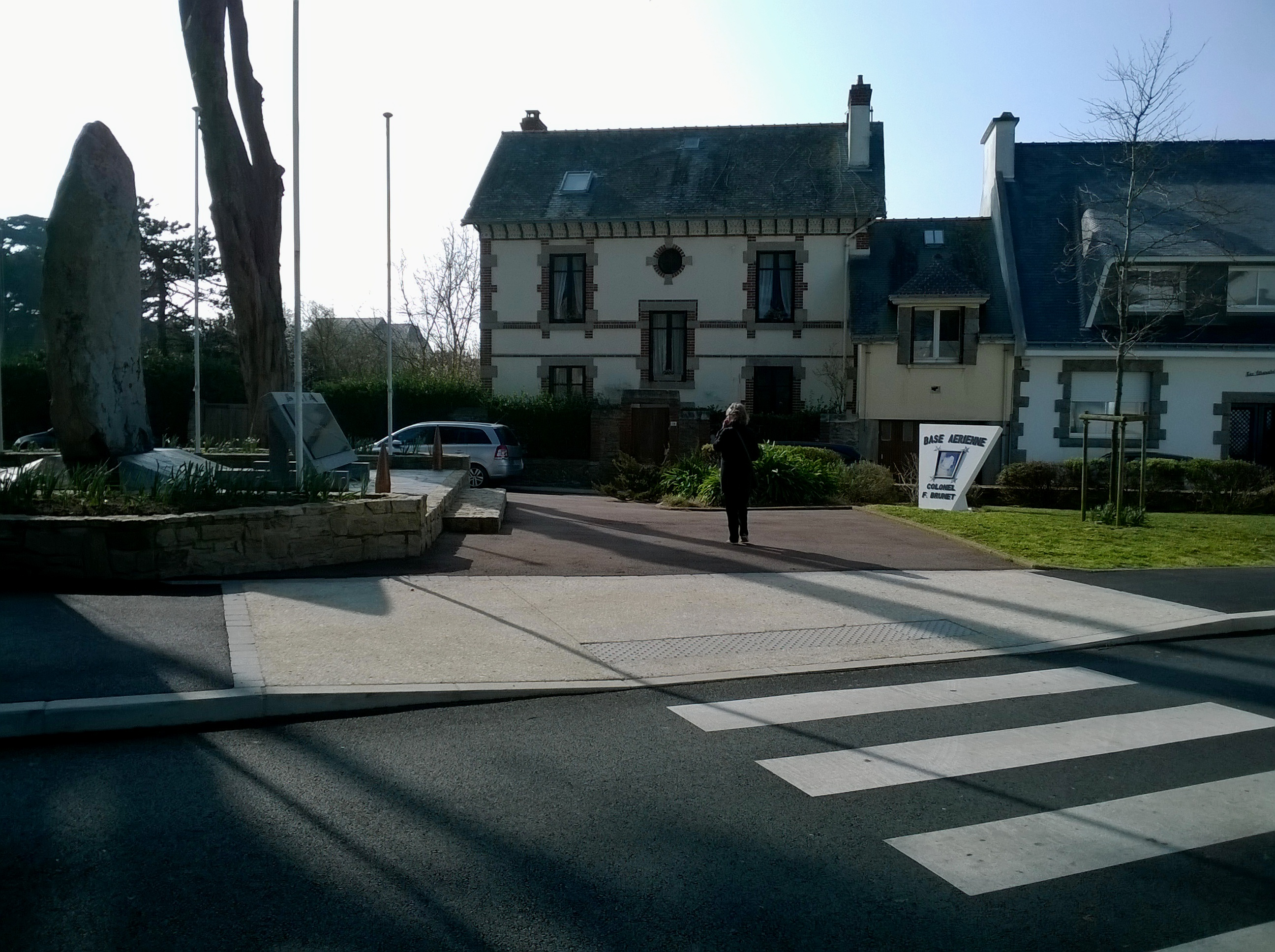
Stèle commémorant le colonel Félix Brunet à Quiberon (précédemment à Brétigny-sur-Orge).

La base aérienne 217 Brétigny-sur-Orge, désormais fermée, a porté son nom. Le colonel Félix Brunet est inhumé dans le cimetière de Quiberon ; la stèle le commémorant a été transférée de la Base aérienne 217 Brétigny-sur-Orge, désormais fermée, à Quiberon.

## Biographie
Félix Brunet est né le 1er janvier 1913 à Loos dans le Nord. En 1932, il choisit de s'engager dans l'armée de l'air en tant que mécanicien. Il est ensuite admis à l'école de l'air de Versailles. À sa sortie, avec le grade de sous-lieutenant, il obtient ses brevets de pilote et d'observateur.
Lorsque la Seconde Guerre mondiale débute, il est affecté à la 4e escadrille du groupe de bombardement II/35 sur Amiot 143, où il effectue des lâchés de tract et des missions de reconnaissance. Il est par la suite affecté au Centre d'essai du matériel aérien d'Orléans, de février à juin 1940. Après l'armistice du 22 juin 1940, il sert au groupe aérien d'instruction de chasse d'Oran, puis en octobre à l'escadre de chasse no 6 à Dakar sur Curtiss H 75.
Après le débarquement allié en Afrique du Nord, il est affecté, sur Curtiss P-40 Warhawk, au groupe de chasse II/5 « La Fayette » avec lequel il participe aux opérations en Tunisie en 1943, obtenant lors de celles-ci sa première citation à l'ordre de la division aérienne. En juin 1943, il est placé à la tête du groupe de chasse I/3 « Corse » opérant sur Spitfire Mk.IX. Le 29 septembre 1943, il remporte sa première victoire aérienne en abattant un Arado Ar 196 lors d'un patrouille entre Bastia et l'île d'Elbe. Le lendemain, lors d'une mission similaire, il abat, en collaboration avec ses équipiers, un Messerschmitt Me 323.
En juin 1944, il est nommé capitaine et participe à de nombreuses opérations consécutives au débarquement de Provence. Il reçoit alors de nombreuses citations pour son courage et ses qualités. En novembre 1944, il est blessé au cours d'une mission d'escorte de bombardiers.
Aussitôt après la fin de la guerre, il demande à combattre en Indochine française. Il va alors participer aux missions de pacification du Cochinchine. Lors de l'une de celles-ci, son appareil est victime d'une panne moteur qui le blesse grièvement ; malgré tout il refuse de se laisser évacuer et après une période de convalescence retourne au combat. Il opère ainsi au Laos, sur les plateaux Moïs et dans le Sud Annam, effectuant des missions d'appui-feu, de destruction des bases rebelles, de parachutages et même des missions de reconnaissance photographique. Lors de l'une de celles-ci, il est à nouveau victime d'une panne moteur qui l'oblige à se poser sur un terrain accidenté ; son appareil de brise et le blesse grièvement.
En octobre 1947, il prend la tête du groupe de chasse I/IV « Dauphiné », puis entre 1949 et 1951, il est placé à la tête Groupement aérien tactique sud basé à Saïgon. Ensuite, il est nommé lieutenant-colonel et reçoit le commandement de la base aérienne Cat Bi à Haïphong. Il continue effectuer des missions sur tous types d'appareils et participe à toutes les missions aussi bien dans le delta du Tonkin, au Laos, aux batailles de Nghia Lo, Vinh Yen, Na San et Diên Biên Phu. Lors cette guerre, il entrevoit les possibilités des hélicoptères qui ne sont alors utilisés que pour les évacuations sanitaires et reçoit aussi un certain nombre de citations.
En 1954, Félix Brunet est affecté en Afrique française du Nord où il commande la base aérienne 156 Sidi-Ahmed à Bizerte. Il y vole sur avion à réaction et étudie les problèmes techniques rencontrés sur le matériel qui lui est confié. Après deux ans à ce poste, il effectue une transformation sur hélicoptère au Bourget-du-Lac, puis, nommé colonel, prend le commandement de l'escadre d'hélicoptères no 2 à Oran-La Sénia, le 1er novembre 1956 et lui donne sa devise « Combattre et sauver». La même année, le 10 décembre, il est élevé à la dignité de grand officier de la Légion d'honneur pour services exceptionnels de guerre en Extrême-Orient.
Son unité est alors composée de trois escadrilles équipées de Bell 47G, de Sikorsky H-19 et de Sikorsky H-34. En Indochine, Félix Brunet avait constaté que les capacités des hélicoptères étaient mal utilisées en ne servant qu'aux évacuations sanitaires, il développe alors une nouvelle utilisation opérationnelle de ses appareils en se basant sur l'utilisation qu'en font les Américains en Corée, qui l'utilise afin de transporter des troupes dans les zones difficiles d'accès. Le rôle des hélicoptères devenant de plus en plus efficaces, ils deviennent ainsi la cible des fellaghas et donc un danger important lors des phases de dépose de commandos. Les zones d'atterrissage sont d'habitude défendues par les avions de chasse T-6, Mistral ou P-47 ou des bombardiers B-26 cependant les résultats laissent à désirer. Il décide alors pour contrer ce danger, de confier la défense de la « dropping zone » à un hélicoptère H 34 armé. Aidé de l'officier mécanicien le capitaine Émile Martin, il soumet aux autorités militaires le projet d'équiper les hublots de l'hélicoptère de mitrailleuses en sabord, projet qui est approuvé. Il baptise alors l'appareil sous le nom de « Mammouth ». Ainsi armé l'hélicoptère arrive sur zone quelques minutes avant l'intervention des commandos et la sécurise. Il participe alors à de nombreuses missions en tant que chef de formation jusqu'à la fin 1958, date à laquelle il part suivre des cours à l'Institut des hautes études de défense nationale à Paris.
En août 1959, il insiste pour revenir en Algérie, où il prend le poste de commandant de l'Air de Colomb-Béchar. Il s'y distingue à nouveau au-dessus du Sahara passant outre aux recommandations des médecins. Le 5 décembre 1959, victime d'une affection cardiaque, il décède à Colomb-Béchar.
Il décède à l'âge de 46 ans, après avoir totalisé plus de 10 000 heures de vol dont 4 238 en 2 292 missions de guerre. Au cours de sa carrière, il a reçu 4 blessures, 26 citations et abattu 2 appareils. Il est ainsi le troisième pilote militaire français le plus décoré après René Fonck et Charles Nungesser. Plus tard, le 12 avril 1960, une stèle a été inaugurée sur le site de la base d'Oran-La Sénia ; et la base aérienne 217 Brétigny-sur-Orge a choisi de porter son nom.
Par ailleurs, les concepts de Félix Brunet ont été appliqués par les Américains qui ont utilisé massivement les hélicoptères au Viêt Nam, puis d'une façon générale par tous les belligérants ayant à déplacer des troupes dans les zones difficiles d'accès ou nécessitant une grande rapidité d'action.

## Décorations
- Grand officier de la Légion d'honneur[Quand ?][1]
- Croix de guerre 1939–1945[1]
- Croix de guerre des Théâtres d'opérations extérieurs[1]
- Croix de la Valeur militaire[1]
- Insigne des blessés militaires (4 blessures de guerre)[1]
- plusieurs autres décorations françaises et étrangères[1]

Il est titulaire de 26 citations dont 2 à l’ordre de l’armée.

## Sources
- Corinne Micelli, « Félix Brunet », Air Actualités, no 607,‎ janvier 2008, p. 58-61 (ISSN 0002-2152)
- Page sur Félix Brunet sur le site de l'Association Hélicoptères Air